# Lange tongorchis
De lange tongorchis (Serapias vomeracea) is een Europese orchidee. Het is een soort van het Middellands Zeegebied, die tot voor kort niet in Nederland voorkwam, maar recent is ontdekt in het oosten van Nederland.
De plant dankt zijn naam aan zijn opvallende brede hartvormige bloemlip.

## Naamgeving enetymologie
- Synoniem: Serapias lancifera St. Amand, S. longipetala (Tenore) Pollini (1824), S. pseudocordigera (Sebastiani) Moric. (1820), S. cordigera subsp. vomeracea (Burm.f.) Sundermann

- Frans: Sérapias à labelle allongé
- Duits: Pflugschar-Zungenstendel
- Engels: Plow-share serapias, Long lipped serapias

De botanische naam Serapias is ontleend aan de Egyptische god Serapis. De soortaanduiding vomeracea is afkomstig van het Latijnse vomer (ploegschaar) en heeft betrekking op de vorm van het epichiel.

## Kenmerken

### Plant
De lange tongorchis is een robuuste, 20–60 cm hoge overblijvende geofyt. De bloemstengel is zelden aan de basis gevlekt, draagt tot 8 bladeren en een langgerekte, losbloemige tot ijle aar met 3 tot 10 bloemen.

### Bladeren

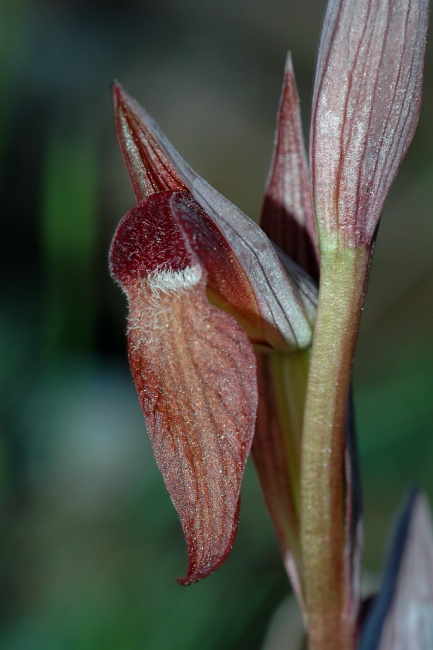
detail bloem

De bladeren zijn lijn- tot lancetvormig, rechtopstaand tot gebogen, gootvormig, tot 19 cm lang, naar boven toe overgaand in zeer lange roze schutbladen. Deze zijn langer dan de helm van de bloem.

### Bloemen
De grote bloem heeft een grijze, aan de buitenzijde purper en aan de binnenzijde rood geaderde, horizontale of licht stijgende helm, gevormd door de grotendeels gefuseerde kelkbladen en bovenste kroonbladen. De helm steekt verder uit dan de basis van het epichiel. De kelkbladen zijn zwak gekield, de kroonbladen driehoekig, met afgeronde basis, gegolfde randen en een lang uitgerekte top.
De lip bestaat uit twee delen. De hypochiel is tot 17 mm lang en 25 mm breed, concaaf, omgekeerd hartvormig tot niervormig, met de zijlobben volledig verborgen onder de helm maar door hun donkere kleur sterk afstekend tegen de rest van de hypochiel, en draagt een karakteristieke verdikte en van haren voorziene, lange witte callus, met aan de basis twee witachtige of donker gevlekte, gladde lamellen, parallel of in V-vorm. De epichiel is tot 30 mm lang en 13 mm breed, lancetvormig, roodbruin tot purper, meestal naar achter gebogen, en voorzien van donkere haren. Het gynostemium draagt groene, met violet bespikkelde pollinia.
De bloeitijd is van april tot juni.

## Habitat
De lange tongorchis prefereert basische tot licht zure gronden op zonnige of licht beschaduwde plaatsen zoals vochtige tot natte grasland, garrigue, oude olijfboomgaarden en lichte bossen. In de bergen komt de soort voor tot op hoogtes van 1.200 m.

## Verspreiding en voorkomen
De lange tongorchis is net als de andere soorten van hetzelfde geslacht een plant die voornamelijk voorkomt in het Middellandse Zeegebied, van Spanje tot in Cyprus, en in Noord-Afrika. Ook aan de Atlantische kust van Spanje en Frankrijk, noordelijk tot in het departement Charente-Maritime.
Over het hele verspreidingsgebied komt de soort plaatselijk, maar soms abundant voor.

## Verwante en gelijkende soorten
De lange tongorchis kan door zijn kleur en vorm enkel verward worden met andere soorten uit hetzelfde geslacht. Hij kan van de meeste tongorchissen onderscheiden worden door zijn ongevlekte bloemstengel, de lange, ijle bloeiwijze en de grote bloemen met de smalle bloemlip met een witte callus.

## Bedreiging en bescherming
De lange tongorchis is in Frankrijk regionaal beschermd in Poitou-Charentes.
S. aphroditae · 
S. apulica · 
S. atlantica · 
S. bergonii · 
S. carica · 
S. cordigera (Brede tongorchis) · 
S. cossyrensis · 
S. cycladum · 
S. elsae · 
S. feldwegiana · 
S. gregaria · 
S. ionica · 
S. istriaca · 
S. levantina · 
S. lingua (Gewone tongorchis) · 
S. lorenziana · 
S. neglecta (Vergeten tongorchis) · 
S. nurrica · 
S. orientalis · 
S. olbia · 
S. parviflora (Kleine tongorchis) · 
S. patmia · 
S. perez-chiscanoi · 
S. politisii · 
S. stenopetala · 
S. strictiflora · 
S. vomeracea (Lange tongorchis)